# Phacelia peirsoniana
Phacelia peirsoniana är en strävbladig växtart som beskrevs av Howell. Phacelia peirsoniana ingår i Faceliasläktet som ingår i familjen strävbladiga växter. Inga underarter finns listade i Catalogue of Life.